# 泗川海戦
泗川海戦（しせんかいせん、朝鮮語読みで泗川はサチョン）は、文禄元年5月29日（1592年7月8日）、泗川湾で行われた文禄の役の海戦である。泗川浦海戦とも言う。亀甲船（亀船）が初めて実戦投入されたと云うが、この海戦自体についての記述が日本側にはなく、詳細は不明。

## 概要
この海戦は朝鮮側の史料にしか記述がない。『唐浦破倭兵状』は李舜臣による報告という体裁を取っており、亀甲船の戦闘についてやや細かい描写があることで知られる。『行録』は李舜臣の甥・李芳が書いたもので、共に『李忠武公全書』に収録されているが、同じ海戦の描写に関わらず下記の様に細部が異なる。

### 『唐浦破倭兵状』より
5月7、8日の玉浦・合浦・赤珍浦での襲撃を成功させた李舜臣はすぐに撤収したが、日本水軍もこれを追跡せずに、釜山から水陸並進して巨済島以西に徐々に進出するという方法をとった。
朝鮮水軍では6月初旬あたりを予想していたが、それより早い5月27日、元均（慶尚右水使）が根拠地としていた昆陽の近くである泗川にまで10隻余の日本軍が迫ったとの報告があって、元均は慶尚右水営をさらに露梁に移した。
5月29日、李舜臣（全羅左水使）は予定を早めて、配下の板屋船23隻と李夢亀（虞候）が指揮する亀甲船を率いて、出撃した。李億祺（全羅右水使）に伝令を送ったがこれとは連絡がつかず、露梁沖で元均の板屋船3隻と合流した。さらに東に向かって進んでいったところ、昆陽から泗川へ出航した1隻の日本の船舶に遭遇したので、前衛の李純信（防踏僉使）、奇孝謹（南海県令）がこれを追跡し、泗川湾口に至って日本船は上陸して陸に逃げたので、浜辺に遺棄された船を焼いた。
そこから泗川船倉を望見すると、うねうねと続く山並の7、8里ばかり離れた険峻なところに日本軍400名余が長蛇の陣を布き、紅白の旗をはためかせていた。山頂には指揮所であろうか幕営があり、岸壁の下には楼閣を持つ和船が12隻停泊していた。
朝鮮水軍の諸船は突入しようと考えたが、敵陣は矢の射程外で、すでに引き潮になっていたので、接近していけば大型の板屋船では操船が困難になる恐れがあり、また日本軍が高地に陣していたことから射撃戦でも不利で、日暮れも近づいていた。そこで李舜臣は諸将に退却を指示し、偽装退却で敵を湾の深みに誘き出すことにした。1里ほど後退すると、日本軍は半分の200名が陣を出て来たが、李舜臣の策には乗らず、その半分の100名が停泊する船を守り、残りの100名が岸上から銃撃してきただけだった。李舜臣はこれに応戦できないままであれば臆して退却したことになると危惧した。すると潮目が変わり、操船に適した水位が戻ったので、反転して突入することにした。
李舜臣は、予てより倭寇との戦いのために準備させていた亀甲船を投入することにして、これを先頭にして砲を放ちながら岸に迫り、停泊する船列に突入していった。山頂、岸、船の守りに付いていた日本軍も鉄砲で応戦。激しい銃撃戦の中で、銃弾の1つが李舜臣の左肩を貫いた。しかし多勢に無勢であり、日本軍は高地に退却した。朝鮮水軍は残された和船をすべて焼いた。日が暮れると、小船数隻を残して撤収し、泗川地毛自郞浦に停泊した。

### 『行録』より
5月29日、白髪の老人の夢を見た李舜臣は、日本軍が来るという予知夢だと考え、諸将に出撃を命じた。露梁海峡に進出すると、日本軍の船舶に出くわした。朝鮮水軍の大艦隊を見た日本軍は退却し、これを追跡して泗川に至った。朝鮮側は13隻の敵船を焼き、弓矢を受けて水中に身を投じた敵兵約100名が溺死した。戦闘では李舜臣も左肩に被弾して、流血が踵まで滴っていたが、そのまま指揮を続けた。戦後、（治療のために）ナイフで肉を割いて弾を取り出したが、その時になって周囲は将軍が負傷していたことに気づいて驚いたが、李舜臣は談笑していたと云う。朝鮮では敵を殺した証拠に左耳を切り取る習慣があったが、戦うことを優先するために、以後は射殺するのみとすることになった。

## 評価
玉浦海戦よりもさらに小規模な海戦であり、多数ある李舜臣の遊撃戦の1つである。『唐浦破倭兵状』にある200人とか400人という日本兵の数は、2、3隻の板屋船の乗員の数に相当するだけで、両軍には少なくとも10倍以上の兵力差があったと考えられる。この海戦が注目されるのは前述のように亀甲船を初めて投入したという記述があるからで、日本側には特に記録がないために海戦が存在しなかった可能性すらあるが、そもそも特筆すべき戦闘ではなかった。しかし主戦線では前日の28日、日本軍は開城を無血占領しており、連戦連敗の朝鮮側からは見れば小さな成功も重要であったのだろう。